# Coronación del monarca británico
La coronación del monarca británico es una ceremonia mediante la cual el monarca del Reino Unido y de los Reinos de la Mancomunidad es formalmente coronado e investido con las joyas de la Corona. Las coronaciones han ido cayendo en desuso en la mayoría de las monarquías europeas —donde también solían celebrarse ceremonias similares— y han sido sustituidas por formas de inauguración del reinado más sencillas.

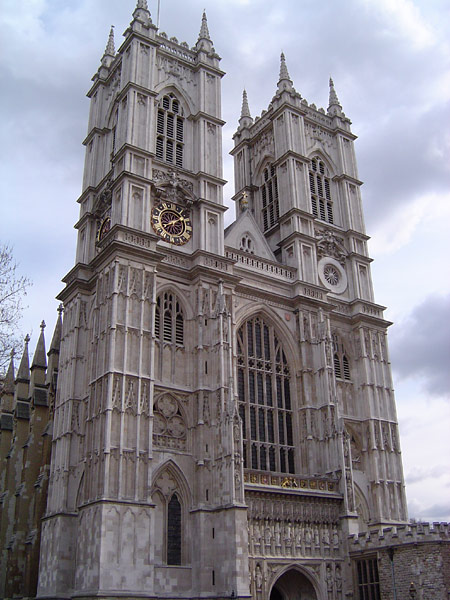
Las coronaciones se celebran en la Abadía de Westminster.

La coronación, ocasión festiva, suele tener lugar algunos meses después de la muerte del anterior soberano, una vez transcurrido el periodo de luto. Este intervalo de tiempo permite a los organizadores llevar a cabo los laboriosos preparativos que requiere la ceremonia. Por ejemplo, Isabel II fue coronada el 2 de junio de 1953, a pesar de haber accedido al trono el 6 de febrero de 1952, en el mismo momento de la muerte de su padre. 
La ley británica establece que el trono nunca queda vacante y que el nuevo monarca sucede al anterior inmediatamentey sin ninguna clase de ceremonia previa. Por ejemplo, en 1952, cuando Jorge VI falleció se encontraba en Inglaterra, pero su sucesora, la princesa Isabel, estaba de viaje oficial en Kenia. Isabel se convirtió en reina en el preciso instante en que falleció Jorge VI. Lo mismo ocurrió en 2022, cuando ambos, tanto Isabel II como su sucesor, el príncipe Carlos, se encontraban en Escocia.
Preside la ceremonia el arzobispo de Canterbury, jefe espiritual de la Iglesia de Inglaterra, al que asisten los miembros del clero y de la nobleza que tienen asignado un papel en la coronación. A la mayoría de los participantes se les exige llevar una vestimenta o uniformidad específica. También asisten cargos oficiales del gobierno y un elevado número de invitados, incluyendo jefes de Estado y representantes de países extranjeros.
Los elementos esenciales de la coronación han permanecido prácticamente inalterados durante los últimos mil años. En primer lugar, el soberano es presentado y aclamado por el pueblo. A continuación, jura solemnemente defender la ley y la Iglesia y después es ungido con aceite, coronado e investido con las joyas de la corona. Por último, recibe el homenaje de sus súbditos.

## Historia
La fecha de celebración de la coronación del soberano británico ha variado a lo largo de la historia. El primer monarca normando, Guillermo I, fue coronado el día en el que se convirtió en rey, el 25 de diciembre de 1066. Muchos de sus sucesores fueron coronados a los pocos días o semanas de su acceso al trono. Eduardo I estaba peleando en la Novena Cruzada cuando ascendió al trono en 1272 y fue coronado al poco tiempo de su regreso en 1274. De manera similar, la coronación de Eduardo II fue retrasada debido a una campaña militar en Escocia en 1307. Enrique VI tenía solo unos pocos meses de edad cuando accedió al trono en 1422. Fue coronado en 1429, pero no asumió oficialmente las riendas del gobierno hasta que se consideró que contaba con la edad necesaria, en 1437. Bajo los monarcas de la casa de Hannover en los siglos XVIII y XIX, se consideró apropiado ampliar a varios meses el intervalo entre el ascenso al trono y la coronación, respetándose así el periodo de luto debido al fallecimiento del anterior monarca y dejando más tiempo para la preparación de la ceremonia. En el caso de todos los monarcas desde Jorge IV transcurrió al menos un año entre el acceso al trono y la coronación, con la excepción de Jorge VI, cuyo predecesor no murió, sino que abdicó. Como la fecha de la coronación ya había sido fijada, los planes siguieron adelante con el nuevo monarca.
Las coronaciones medievales, y desde la de Ricardo II con seguridad, siguieron la norma establecida en el Liber Regalis.
Puesto que casi siempre transcurría cierto tiempo entre el acceso al trono y la coronación, algunos monarcas nunca llegaron a ser coronados. Tal fue el caso de Matilde de Inglaterra, Eduardo V y Juana Grey, los tres depuestos en 1148, 1483 y 1553, respectivamente. Eduardo VIII tampoco fue coronado, ya que su abdicación fue aprobada por el Parlamento del Reino Unido el 11 de diciembre de 1936, cinco meses antes de la fecha prevista para la ceremonia. Es preciso recordar, sin embargo, que según la ley británica un monarca accede al trono en el momento en que su predecesor fallece, no cuando es coronado: El rey ha muerto, viva el rey.

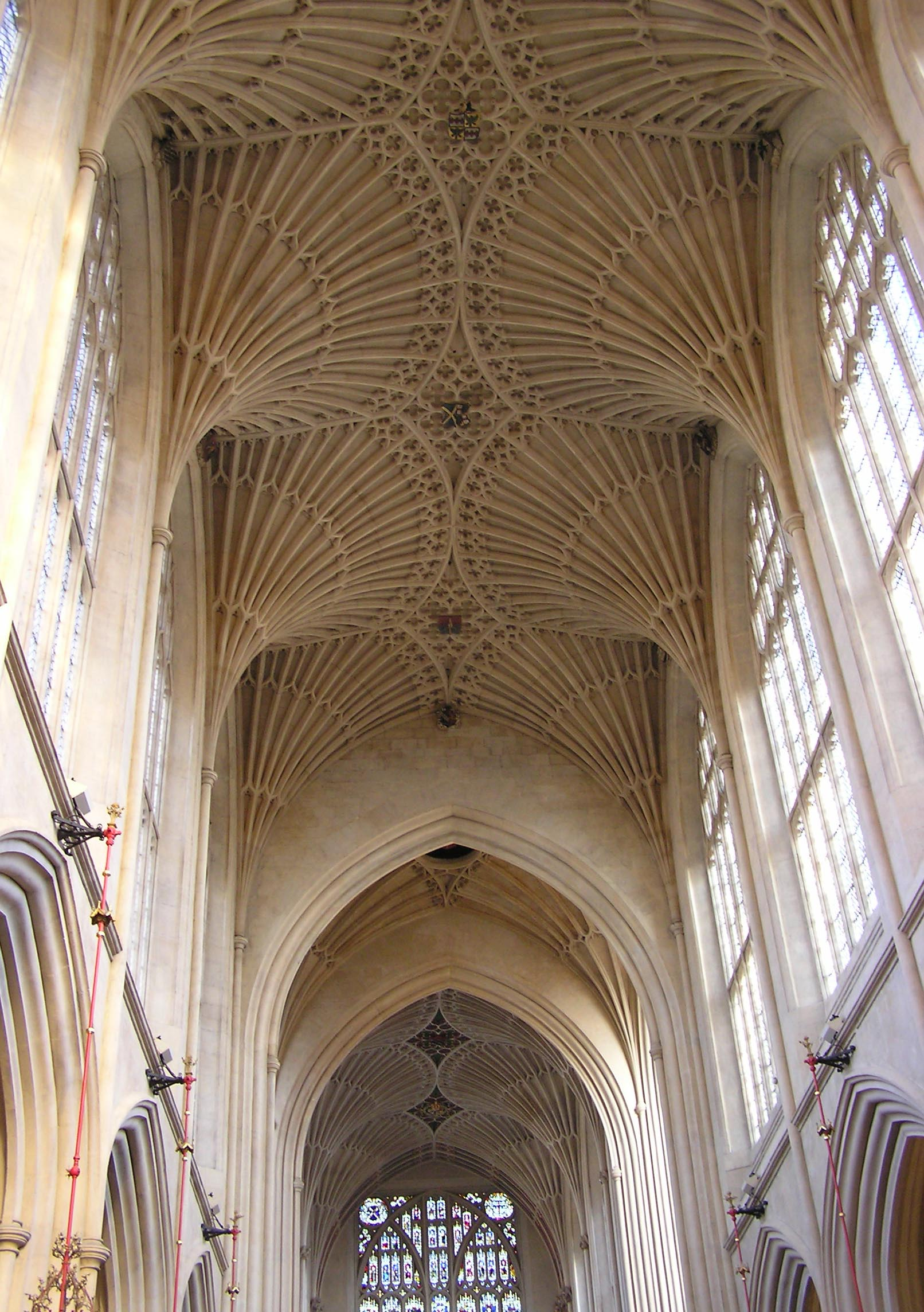
Bóveda de abanico de la Abadía de Bath, donde fue coronado Edgar el Pacífico junto a su esposa Elfrida el 11 de mayo de 973.

Los reyes anglosajones celebraron sus coronaciones en Bath, Kingston upon Thames, Londres, Oxford y Winchester. El último monarca anglosajón, Harold II, fue coronado en la abadía de Westminster en 1066, iniciando así una costumbre que ha perdurado hasta nuestros días. Desde que fueron configurados por Dunstán, arzobispo de Canterbury, en 973, los elementos básicos de la ceremonia de la coronación no han cambiado en los últimos mil años. Cuando Londres estaba bajo control de los franceses, Enrique III fue coronado en Gloucester en 1216. Más tarde, en 1220, fue coronado por segunda vez en Westminster, por considerar el papa Honorio III que la primera ceremonia no se había ajustado por completo al rito eclesial. Doscientos años después, Enrique VI también tendría dos coronaciones: como rey de Inglaterra en Londres en 1429, y como rey de Francia en París en 1431. Después de la guerra civil inglesa, Oliver Cromwell rechazó la oferta de convertirse en rey, pero el juramento de su cargo como lord protector en 1657 fue, excepto por el nombre, una típica ceremonia de coronación.
Es posible que otras personas, además del monarca reinante, sean coronadas. En 1170, Enrique el Joven, heredero al trono, fue coronado como segundo rey de Inglaterra, subordinado a su padre Enrique II. Tales coronaciones eran una práctica común en Francia y Alemania durante la Edad Media, pero éste es uno de los dos únicos casos que se han dado en tierras inglesas, siendo el otro el de Ecfrido de Mercia en 796, coronado en vida de su padre, Offa de Mercia. Lo habitual es que la esposa de un rey sea coronada como reina consorte, en tanto que el marido de una reina nunca es coronado. Si el rey ya está casado en el momento de su coronación, se puede realizar una coronación conjunta. Los primeros en ser coronados de esta manera fueron Enrique II y Leonor de Aquitania en 1154. Después se han celebrado dieciocho coronaciones de esta clase, incluyendo la de Guillermo III y María II. La más reciente es la de los reyes Carlos III y Camila en 2023. Si el rey se casara o volviera a casarse después de su coronación, o si su esposa no fue coronada con él por alguna otra razón, ella podría ser coronada en una ceremonia independiente. La primera coronación separada de una reina consorte en Inglaterra fue la de Matilde de Flandes en 1068. La última fue la de Ana Bolena en 1533. El último rey que se casó después de ser coronado, Carlos II, no dispuso una coronación separada para su novia, Catalina de Braganza.
La coronación de Isabel II en 1953 fue televisada por la BBC. En un principio se pensó en retransmitir en directo una pequeña parte del inicio de la ceremonia y emitir el resto en diferido. Se pretendía disponer del tiempo necesario para montarla y eliminar los fallos que se hubieran producido en tiempo real y televisar el programa resultante. Sin embargo, lograr ese objetivo implicaba privar a los televidentes de la contemplación en directo de las principales fases de la ceremonia, incluido el acto mismo de la coronación. Esta controversia tuvo su reflejo en la prensa y también llegó al Parlamento. Incluso la reina llegó a mediar personalmente en el asunto, hecho que solo trascendió a la opinión pública treinta años después. Al final, la retransmisión en directo fue autorizada y las cámaras sólo desviaron su objetivo en la unción y en la comunión, considerados los momentos más íntimos de la ceremonia. Se estima que más de veinte millones de personas vieron el programa en el Reino Unido, una audiencia sin precedentes en la historia de la televisión. La coronación aumentó enormemente el interés en el medio televisivo.
El monarca es coronado simultáneamente como soberano de varias naciones. Por ejemplo, en el caso de Isabel II, la fórmula utilizada en su juramento fue del siguiente tenor: «¿Promete y jura solemnemente gobernar los pueblos del Reino Unido de Gran Bretaña e Irlanda del Norte, Canadá, Australia, Nueva Zelanda, la Unión de Sudáfrica, Pakistán y Ceilán, así como sus posesiones y demás territorios pertenecientes a cualquiera de ellos de acuerdo con sus respectivas leyes y costumbres?»

## Participantes

### La Iglesia
Tradicionalmente es el arzobispo de Canterbury, que posee preeminencia sobre el resto del clero anglicano y los laicos, con la única excepción de los miembros de la familia real, el que oficia las coronaciones. En su ausencia, otro obispo nombrado por el monarca puede ocupar su lugar. Guillermo I fue coronado por Aldred, arzobispo de York, ya que Stigand, arzobispo de Canterbury, había sido excomulgado por el papa. Eduardo II fue coronado por el obispo de Winchester porque el arzobispo de Canterbury había sido exiliado por Eduardo I. María I, católica, rechazó ser coronada por Thomas Cranmer, entonces arzobispo protestante de Canterbury. En su lugar, ofició la ceremonia el obispo de Winchester. Cuando Jacobo II fue depuesto y reemplazado conjuntamente por Guillermo III y María II, el arzobispo de Canterbury se negó a reconocer a los nuevos soberanos, así que fue sustituido por el obispo de Londres. Por consiguiente, en casi todos los casos en que el arzobispo de Canterbury no ha podido participar, su puesto ha sido ocupado por un alto miembro de la Iglesia: el arzobispo de York, segundo en el rango de preeminencia; el obispo de Londres, tercero; el obispo de Durham, cuarto; y el obispo de Winchester, quinto. Isabel I, cuyo nacimiento era considerado ilegítimo por los prelados, fue coronada por el obispo de Carlisle, cuya sede no tiene asignada una jerarquía específica.

### Grandes Oficiales de Estado

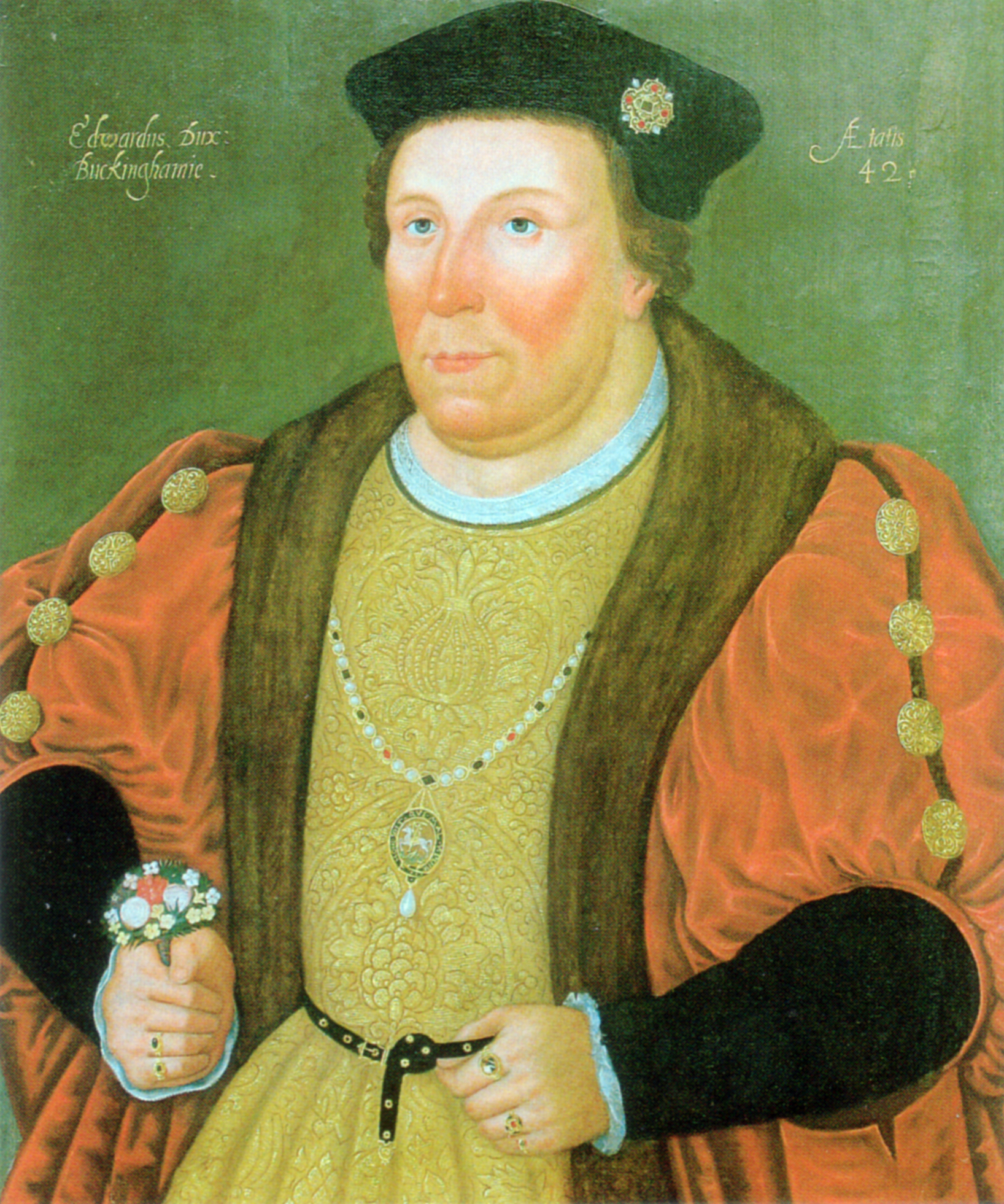
Edward Stafford, tercer duque de Buckingham. Lord high steward en la coronación de Enrique VIII, fue también nombrado lord high constable en 1514.

Todos los Grandes Oficiales de Estado participan en la ceremonia. Incluso los cargos de lord high steward y lord alto condestable de Inglaterra, que no han sido ocupados con regularidad desde los siglos XV y XVI, respectivamente, suelen volver a ser asignados para las coronaciones. El gran lord chambelán viste al soberano con las prendas ceremoniales, siendo asistido por el groom y el master of the robes, en caso de un rey, o por la mistress of the robes, en caso de una reina.
Los barones de los Cinco Puertos también tenían asignada una función en la ceremonia. Antiguamente, los barones eran los representantes de Hastings, New Romney, Hythe, Dover y Sandwich en la Cámara de los Comunes. Sin embargo, tras las reformas del sistema electoral británico realizadas en el siglo XIX, los barones acabaron siendo designados de entre concejales de esas ciudades con el único propósito de asistir a la ceremonia. Originalmente, se encargaban de llevar el palio sobre el soberano, cosa que hicieron por última vez en la coronación de Jorge IV en 1821. En las posteriores de Guillermo IV y Victoria no estuvieron presentes. Desde Eduardo VII, los barones asisten a la ceremonia, pero ya no desempeñan ninguna función específica.

### Otras personas con derecho a asistir a la ceremonia
Hay otras personas con cargos honoríficos o privilegios en la coronación. Tales derechos son determinados por un tribunal especial, el Court of Claims, presidido por el lord high steward. La primera sesión del tribunal de la que se tiene constancia se celebró en 1377 con motivo de la coronación de Ricardo II. Durante el período Tudor, el cargo hereditario de lord high steward se fusionó con la Corona, razón por la cual Enrique VIII inició la costumbre de nombrar un Steward sólo para la coronación, mientras que comisionados independientes eran los encargados de realizar el trabajo del tribunal.
En 1952, por ejemplo, el tribunal aceptó varias reclamaciones. Se autorizó que el deán de Westminster aconsejara a la Reina sobre el procedimiento a seguir durante la ceremonia. Durante casi un milenio, él y sus predecesores habían conservado un inédito Libro Rojo sobre la cuestión. Se confirmó el privilegio del obispo de Durham y del obispo de Bath y Wells para acompañar a la reina en su entrada y salida de la abadía y para permanecer a su izquierda y derecha durante todo el ritual de la coronación. Se permitió al conde de Shrewsbury, en su calidad de lord high steward de Irlanda, llevar su distintivo bastón blanco. Asimismo, se aprobó que los Queen's Scholars de la Westminster School fueran los primeros en aclamar al monarca en representación del pueblo; sus exclamaciones «Vivat! Vivat Regina!» fueron incorporadas al himno Laetatus sum de Hubert Parry que se cantó durante la ceremonia.

## Indumentaria

### Del soberano

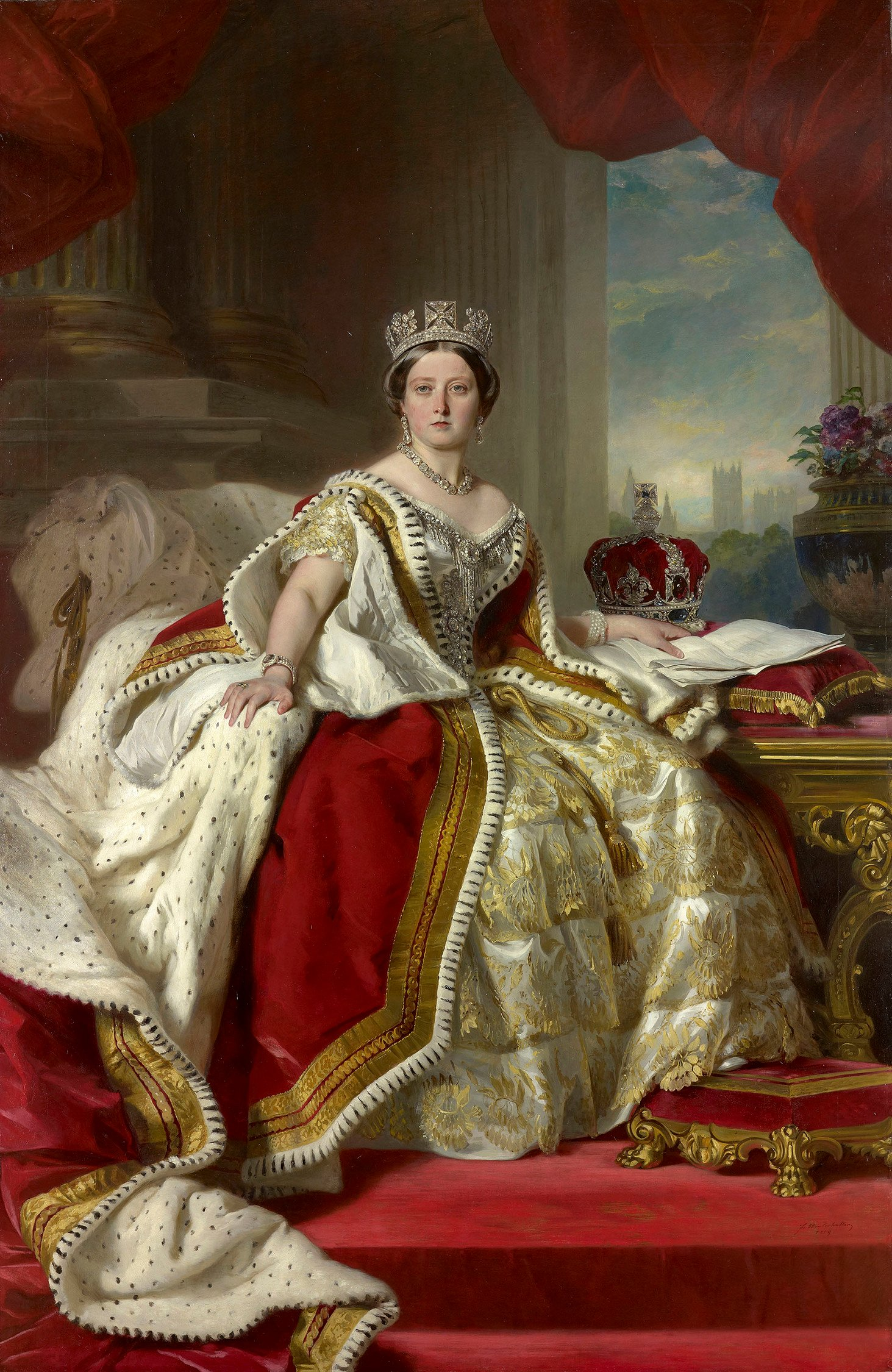
La reina Victoria vistiendo el Robe of State y luciendo la diadema del estado de Jorge IV.

El monarca viste varias prendas durante la ceremonia: 
- Crimson surcoat o túnica carmesí. Se lleva por debajo de todas las demás prendas durante la mayor parte de la ceremonia. En su lugar, Isabel II llevó por primera vez un vestido de raso blanco especialmente diseñado para la ocasión.[45]
- Robe of State of crimson velvet, capa de Estado de terciopelo carmesí o Parliament Robe, esto es, capa del Parlamento. Vestimenta más antigua usada en una coronación. También se utiliza al entrar en la abadía y en las ceremonias oficiales de apertura del Parlamento del Reino Unido. Consiste en una capa de armiño y una larga cola de terciopelo carmesí forrada también de armiño, todo ello ricamente adornado con encajes de oro.[45]
- Anointing gown o toga de la unción. Prenda sencilla y austera que se usa durante la unción. De color blanco, se ata por la espalda.[45]
- Colobium sindonis o túnica del sudario. Es la primera prenda con la que el soberano es investido en la ceremonia. Es de tela blanca de lino fino, bordada de encaje, abierta por los lados, sin mangas y escotada en el cuello. Se dice que simboliza la transferencia de poder del pueblo hacia el soberano.[45]
- Supertunica o túnica superior. La segunda prenda con la que el soberano es investido. Abrigo largo de seda dorada que llega a los tobillos y ancho de mangas. Forrado de seda rosa y adornado con encajes de oro, lleva bordados diversos símbolos nacionales y se sujeta con un talabarte. Inspirado en el uniforme de gala de los cónsules del Imperio bizantino.[45]
- Robe Royal o Pallium Regale, esto es, capa o palio real. Vestimenta principal usada durante la coronación.[30] De forma similar a una capa pluvial, pero cuadrada. Está forrada en seda carmesí y decorada con coronas de plata, símbolos nacionales y un águila imperial de plata en cada una de las cuatro esquinas.[45]
- Stole Royal o armilla: estola real. Estola de seda ricamente bordada de oro, plata y joyas. Es un complemento de la capa real.[45]
- Purple surcoat o túnica púrpura. Se viste en la parte final de la ceremonia. Viene a ser el complemento de la túnica carmesí.[45]
- Imperial Robe of purple velvet o manto imperial de terciopelo púrpura. Se lleva en la conclusión de la ceremonia y a la salida de la abadía. Se trata de una capa bordada de armiño con una larga cola de terciopelo púrpura. El uso del color púrpura hace referencia al poder de los emperadores romanos.[45]

A diferencia de lo que sucede con la tradición relativa a las joyas de la Corona británica, es costumbre arraigada que cada monarca estrene las prendas que ha de llevar en su coronación. Las dos únicas excepciones, en la actualidad, son la supertunica y la capa real, ya que ambas datan de la coronación de Jorge IV en 1821.

### De la nobleza

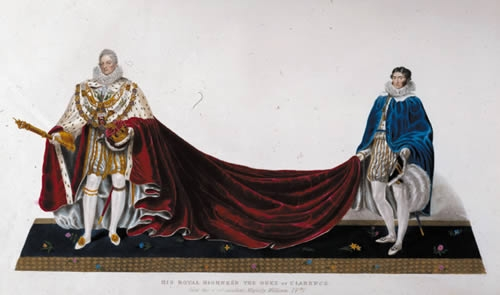
Indumentaria del duque de Clarence, posteriormente Guillermo IV, en la coronación de Jorge IV.

Hay varios participantes en la ceremonia que llevan una indumentaria especial durante las coronaciones. Los miembros de la nobleza visten, además de un sobretodo de terciopelo carmesí, una capa de armiño. Las filas de puntos de piel de foca de la capa determinan el rango de la persona. Los duques usan cuatro filas, los marqueses tres y media, los condes tres, los vizcondes dos y media y los barones y lores del Parlamento, dos.
Los duques de la familia real, además de seis filas de puntos de piel, llevan armiño en la parte delantera de la capa y una larga cola sostenida por pajes. 
El rango de las mujeres pertenecientes a la nobleza no se distingue  por las filas de bordados de piel, sino por la longitud de sus capas y por la anchura del dobladillo de armiño que las remata. 
Las duquesas visten una capa que mide 2 yardas (1,83 m), longitud que va disminuyendo sucesivamente en un cuarto de yarda (23 cm) para las marquesas, condesas y vizcondesas. A las baronesas y a las ladies, les corresponde la capa más corta: una yarda (91 cm).
La anchura del dobladillo de armiño también va disminuyendo desde el rango más alto al más bajo: duquesa, cinco pulgadas (127 mm); marquesas, cuatro pulgadas (102 mm); condesas, tres pulgadas (76 mm); y vizcondesas, baronesas y ladies, dos pulgadas (51 mm).

### Coronas

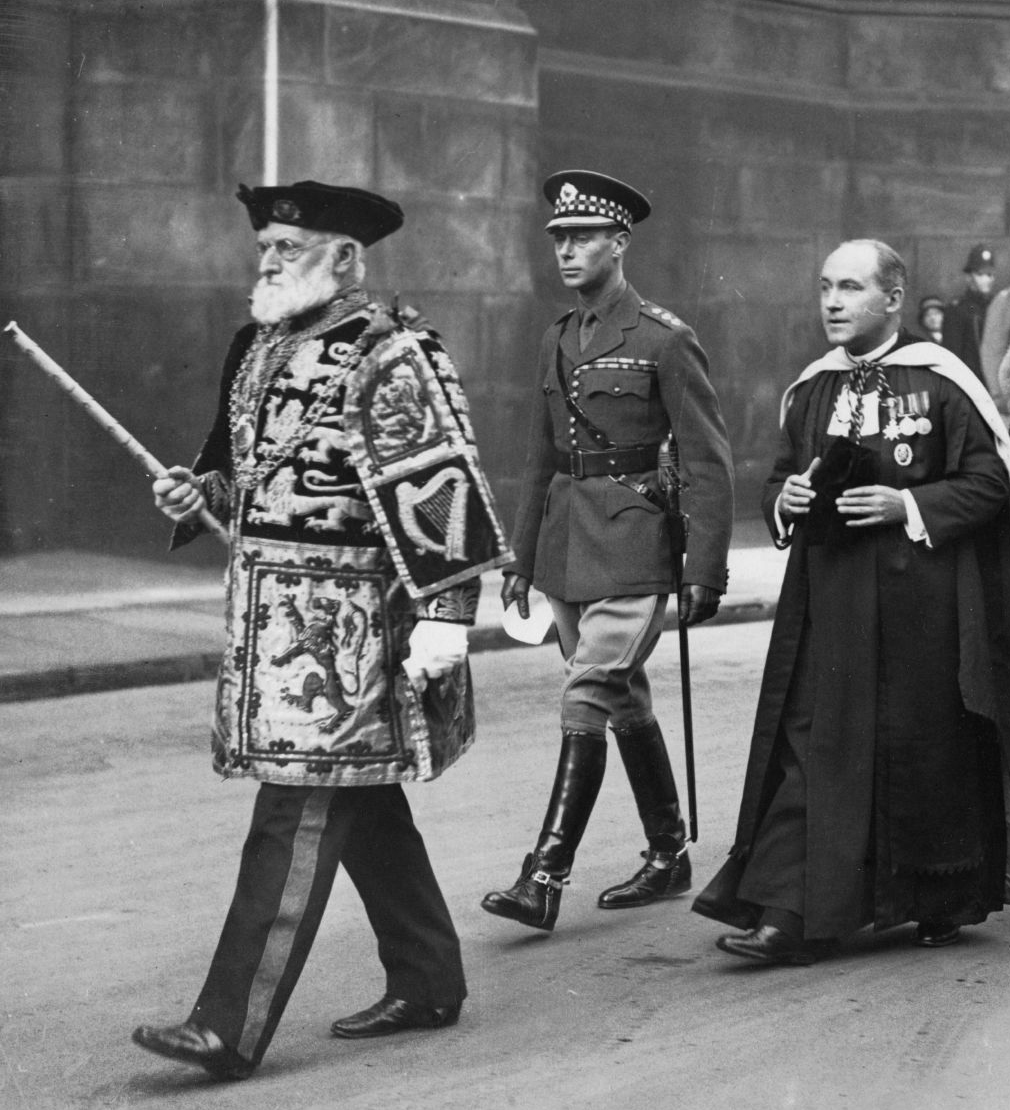
Sir Francis Grant, lord Lyon, delante del futuro Jorge VI y del reverendo Charles Warr en 1933.

La nobleza, así como la mayoría de los miembros de la familia real, lleva en la ceremonia coronas abiertas, es decir, sin diademas. Suelen ir adornadas por emblemas heráldicos relacionados con el rango del portador o con el grado de su relación con el monarca.
La corona del heredero del soberano muestra ocho florones, alternando cuatro cruces patadas con cuatro flores de lis. La misma decoración, pero sin diadema, es la que adorna las coronas de los hijos y hermanos de los soberanos. Las coronas de los hijos del heredero llevan cuatro flores de lis, dos cruces patadas y dos hojas de fresa. 
Un cuarto estilo que incluye cuatro cruces patadas y cuatro hojas de fresa es el utilizado por los nietos y sobrinos de los soberanos.
Las correspondientes a los duques llevan ocho hojas de fresa; las de los marqueses, cuatro alternando con cuatro perlas; las de los condes, ocho alternando con otras tantas perlas; las de los vizcondes, dieciséis perlas; y las de los barones, seis perlas. Las mujeres que ostentan los rangos descritos usan en sus coronas el mismo diseño.
Aparte de los reyes y reinas, los únicos individuos autorizados a llevar coronas en la ceremonia son los reyes de armas del Reino Unido, esto es, los oficiales de armas de mayor rango del país. Los reyes de armas principal de la Jarretera, Clarenceaux, y Norroy y Úlster tienen jurisdicción sobre Inglaterra, Gales e Irlanda del Norte, respectivamente. El lord Lyon King of Arms ejerce su responsabilidad en Escocia. Además de los citados, también existe un rey de armas de la Orden del Baño, de la Orden de San Miguel y San Jorge y de la Orden del Imperio Británico. A pesar de que solo desempeñan un papel ceremonial, los estatutos de sus órdenes los autorizan a llevar la misma corona que la usada por el rey de armas principal de la Jarretera.
La corona del rey de armas es de plata dorada, está adornada por dieciséis hojas de acanto de diferente altura que se van alternando de una en una y lleva inscrito el siguiente versículo:
| Miserere mei, Deus secundum magnam misericordiam tuam Ten piedad de mí, oh Dios, conforme a tu gran misericordia Salmo 51, 1 |

El lord Lyon King of Arms ha llevado una corona como la descrita en el párrafo anterior desde la coronación de Jorge III. Anteriormente, había usado una réplica de la corona de Escocia y, en 2004, se fabricó otra para lucirla en coronaciones futuras.

### Otros participantes
A las coronaciones asiste también un amplio número de personalidades políticas como el primer ministro y todos los miembros del gabinete del Reino Unido, los gobernadores generales y primeros ministros de los reinos de la Mancomunidad, los gobernadores de las colonias británicas y los principales delegados gubernamentales en los Territorios británicos de ultramar. Naturalmente, también están invitados los dignatarios y representantes de estados extranjeros.

## Reconocimiento y juramento
El soberano entra en la abadía de Westminster llevando el Crimson surcoat y el Robe of State de terciopelo carmesí y toma asiento. Después, el rey de armas de la Jarretera, el arzobispo de Canterbury, el lord canciller, el lord gran chambelán, el lord alto condestable y el conde mariscal se dirigen al este, sur, oeste y norte de la Abadía. En cada punto cardinal, el arzobispo reclama el reconocimiento del soberano con las siguientes palabras: 
«Señores, les presento a [...], su rey indiscutido. Por tanto, todos los que han venido este día a prestarle vasallaje y servicio ¿están dispuestos a hacerlo?».
Después de que los asistentes aclaman al soberano, el arzobispo toma juramento al futuro monarca. Desde los tiempos de la Revolución Gloriosa, la Ley de Juramento de la Coronación de 1688 ha venido exigiendo que el soberano «prometa y jure gobernar al pueblo de este reino de Inglaterra y sus dominios de conformidad con lo regulado en los Estatutos aprobados por el Parlamento y con las leyes y costumbres del mismo».
Sin embargo, esta fórmula ha sido modificada con posterioridad sin la correspondiente aprobación parlamentaria. Por ejemplo, en la coronación de Isabel II, el diálogo entre la reina y el arzobispo de Canterbury fue el siguiente:
Arzobispo de Canterbury: «¿Promete y jura gobernar los pueblos del Reino Unido de Gran Bretaña e Irlanda del Norte, Canadá, Australia, Nueva Zelanda, la Unión de Sudáfrica, Pakistán y Ceilán, así como sus posesiones y demás territorios pertenecientes a cualquiera de ellos de acuerdo con sus respectivas leyes y costumbres?».
Reina: «Lo prometo solemnemente».
Arzobispo de Canterbury: «¿Y procurar, en la extensión de su poder, que todos sus juicios estén presididos por la Ley, la Justicia y la Misericordia?».
Reina: «Sí».
Arzobispo de Canterbury: «¿Mantendrá con todo su poder las leyes de Dios y la verdadera profesión del Evangelio? ¿Mantendrá en el Reino Unido la religión protestante reformada establecida por la ley? ¿Mantendrá y preservará la Iglesia de Inglaterra, su doctrina, culto, disciplina y gobierno tal como establece la ley? ¿Y preservará a los obispos y clérigos de Inglaterra y a las iglesias a su cargo todos los derechos y privilegios que por ley les están reconocidos?».
Reina: «Lo prometo. Todo lo que hasta aquí he prometido lo cumpliré y guardaré con la ayuda de Dios».
Adicionalmente, y antes de la coronación, el monarca también jura preservar el gobierno presbiteriano de la iglesia de Escocia.
Concluido el juramento, un clérigo muestra una Biblia al soberano diciendo: «Aquí está la sabiduría; esta es la verdadera Ley, esta es la palabra viva de Dios». El ejemplar que se utiliza pertenece a la versión autorizada del rey Jacobo, que incluye los apócrifos. En la coronación de Isabel II fue el Moderador de la Asamblea General de la Iglesia de Escocia el encargado de presentarle la Biblia. A continuación se celebra la sagrada comunión, pero la ceremonia se interrumpe después del credo niceno.

## Unción y coronación
Tras la interrupción de la comunión, el soberano se dirige al trono de Eduardo el Confesor, colocado en posición preeminente. En 1953, por ejemplo, estuvo en lo alto de un estrado con varios escalones. Este antiguo trono medieval tiene un hueco bajo el asiento donde se coloca la piedra de Scone. Conocida también con el nombre de «piedra del destino», era usada en las antiguas coronaciones de los reyes escoceses hasta que fue traída a Inglaterra por Eduardo I. Desde entonces, se ha usado en todas las ceremonias de este tipo celebradas en la abadía de Westminster. Hasta 1996, durante el tiempo que mediaba entre una coronación y otra, la piedra permanecía bajo el asiento del trono en la abadía. En dicho año, la piedra fue devuelta a Escocia y allí permanece para ser exhibida en el castillo de Edimburgo hasta que sea necesario su regreso a Londres para una nueva coronación.
Una vez sentado en el trono, se erige sobre el monarca un palio para la unción. En las últimas coronaciones, los portadores del palio han sido cuatro caballeros de la Orden de la Jarretera. Este momento de la ceremonia se considera especialmente religioso y se oculta a la vista del público: no fue fotografiado en 1937 ni televisado en 1953. El deán de Westminster derrama aceite consagrado de una ampolla con forma de águila en una cuchara con la que el arzobispo de Canterbury unge al monarca en las manos, la cabeza y el pecho a la altura del corazón. La cuchara filigranada es la única de las joyas de la corona de época medieval que sobrevivió al gobierno republicano de la Mancomunidad de Inglaterra. El arzobispo concluye esta parte impartiendo una bendición.
Después, el monarca es investido con la colobium sindonis, y sobre la misma, se coloca la  supertunica.
El lord gran chambelán presenta las espuelas, símbolo de la caballería. El arzobispo de Canterbury, asistido por otros obispos, presenta la espada del Estado al monarca. En este punto, se añade a su indumentaria el robe royal y la stole royal encima de la supertunica. A continuación, el arzobispo hace entrega de varias joyas de la corona al soberano. En primer lugar, el orbe, una esfera dorada hueca adornada con numerosas piedras preciosas. El orbe está coronado por una cruz que representa el dominio de Jesús de Nazaret sobre este mundo. Enseguida se devuelve esta pieza al altar. Después recibe un anillo que representa el matrimonio de la nación y la monarquía. A continuación, se le entregan el cetro de la paloma, llamado así por estar coronado por una paloma que representa al Espíritu Santo, y el cetro de la Cruz, decorado con el famoso diamante Cullinan. Mientras el soberano sujeta los dos cetros, el arzobispo coloca la corona de Eduardo el Confesor sobre su cabeza. Por último, todos los asistentes exclaman «Dios salve a la Reina», o al Rey según el caso, mientras vuelven a cubrirse sus cabezas y los cañones de la Torre de Londres empiezan a disparar salvas de honor.

## Fin de la ceremonia

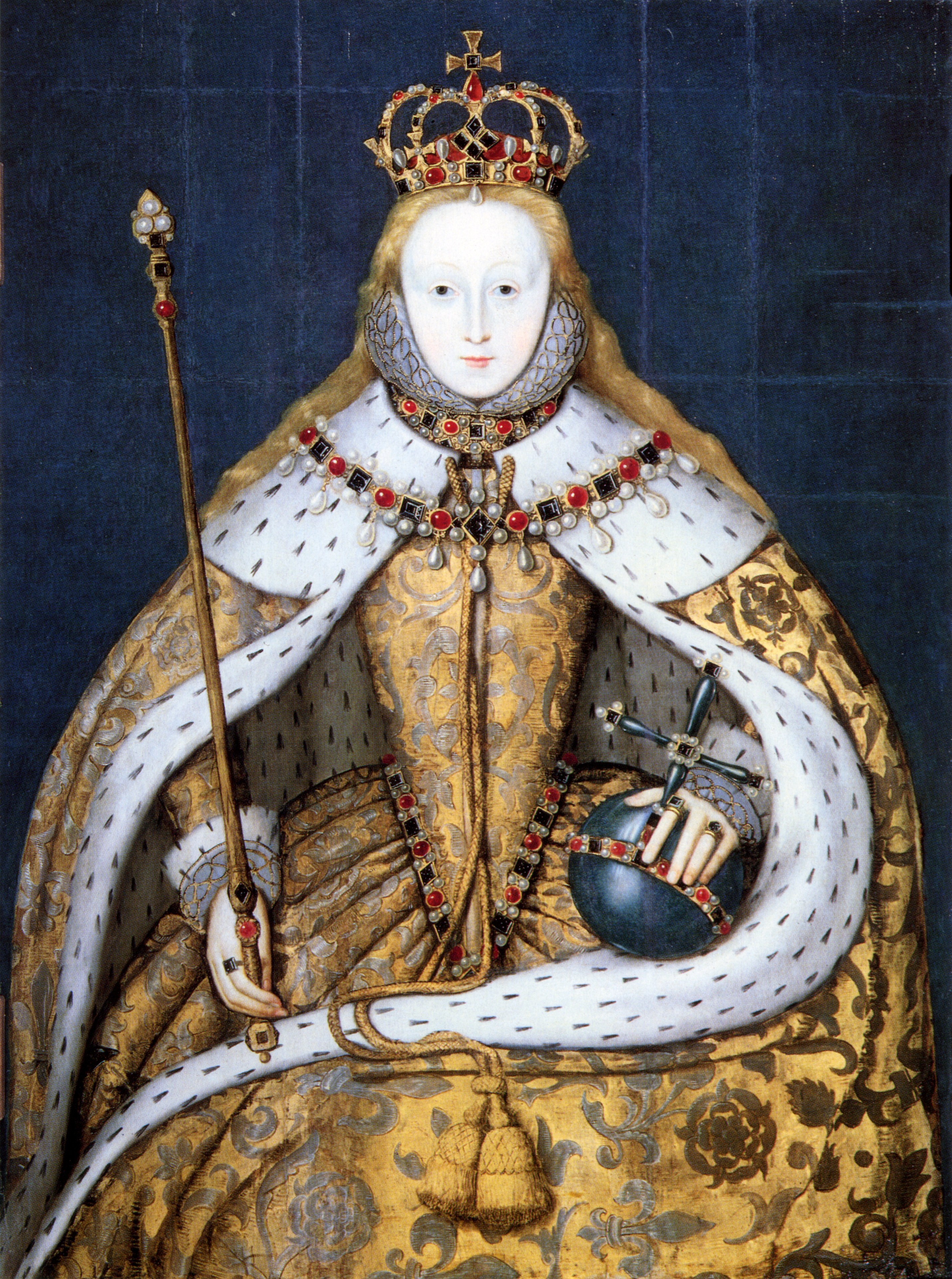
Isabel I con corona, cetro y orbe, al terminar la ceremonia de su coronación.

El soberano es confirmado en el trono. Los arzobispos y obispos le juran lealtad con las siguientes palabras: 
«Yo, [...], arzobispo [u obispo] de [...], seré fiel y honesto, y lealtad y honestidad os juro a vos, nuestro Señor Soberano, Rey de este reino y Defensor de la Fe, y a vuestros herederos y sucesores que lo sean según la ley. Que Dios me ayude».
Después, los nobles  prestan vasallaje con estas palabras: 
«Yo, [...], duque [o marqués, conde, vizconde, barón o señor] de [...], me convierto en vuestro vasallo y devoto servidor en la tierra, y, leal y honestamente, os juro vivir y morir en vuestra defensa contra cualquier enemigo. Que Dios me ayude».
A continuación, el clero, encabezado por el arzobispo de Canterbury, rinde homenaje colectivamente. Después juran, uno por uno, los miembros de la familia real. Y, por último, lo hacen los nobles, encabezado cada rango por el primero de su clase: los duques por el primer duque, los marqueses por el primer marqués, etc.
Si hubiera una reina consorte, sería coronada en una ceremonia posterior y más sencilla después de que se haya prestado el vasallaje. El príncipe consorte, sin embargo, no es coronado separadamente, sino que se reanuda y completa el rito de la comunión que ha sido interrumpido previamente.
A continuación, el monarca entra en la capilla de Eduardo el Confesor precedido por los portadores de la Espada del Estado, de la Justicia Espiritual, de la Justicia Temporal y de la Misericordia. La corona, los cetros y el resto de las joyas de la corona se dejan en el altar. El monarca se quita el robe royal y la stole royal, cambia el crimson coat por el purple surcoat y se viste con el imperial robe of purple velvet. A partir de ese momento, el soberano está cubierto por la corona imperial del Estado, lleva en sus manos el cetro de la Cruz y el orbe, y abandona la capilla mientras que todos los asistentes cantan el himno nacional.

## Música
La música de las coronaciones es de inspiración clásica y religiosa. La pieza musical que más se ha usado ha sido Zadok the Priest, una composición de Georg Friedrich Händel basada en textos bíblicos. Esta obra se encargó para la coronación de Jorge II en 1727 y, desde entonces, ha sido interpretada, ininterrumpidamente, en todas las ceremonias posteriores. Ninguna otra composición musical ha logrado una relevancia semejante. I was glad, de Hubert Parry, fue escrita para acompañar la entrada en la abadía de Eduardo VII y contiene un puente que permite a los King's o Queen's Scholars de la Westminster School ejercer su derecho a ser los primeros plebeyos en aclamar al soberano, gritando el tradicional «vivat» cuando el monarca llega al lugar en el que se va a desarrollar la ceremonia. Esta pieza, junto con el Gloria in excelsis de Charles Villiers Stanford y el himno nacional «God save the Queen», o the King según el caso, ha sonado con regularidad en varias de las últimas coronaciones. Para la de Isabel II se utilizaron también obras de sir George Dyson, Gordon Jacob, sir William Henry Harris, Herbert Howells, sir William Walton, Samuel Sebastian Wesley, Ralph Vaughn Williams y Healey Willan.  Ralph Vaughan Williams sugirió que se incluyera un himno litúrgico, propuesta que fue aprobada por el arzobispo de Canterbury, así que el compositor reelaboró su arreglo de 1928 de la versión en métrica inglesa del Salmo 100, el «Jubilate Deo (All people that on earth do dwell)» para congregación, órgano y orquesta. Su éxito fue tal que esta obra ha llegado a considerarse imprescindible para las ocasiones festivas del mundo anglófono.

## Banquete de  coronación

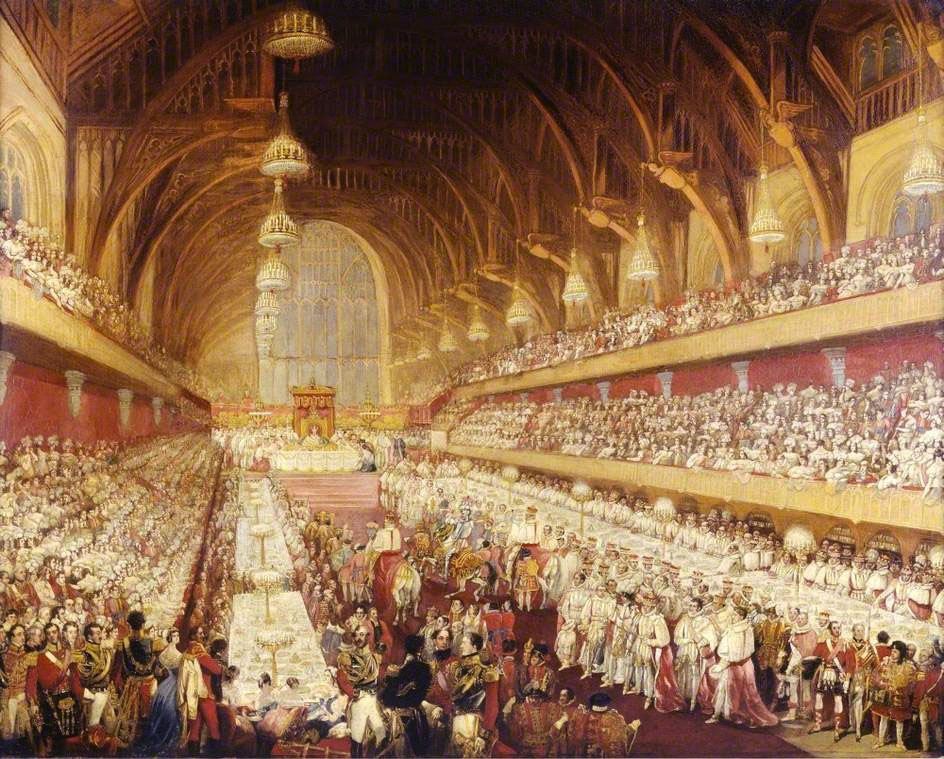
Banquete de coronación de Jorge IV en el Salón Westminster.

Tradicionalmente, a la coronación seguía un banquete en el salón Westminster, en el palacio del mismo nombre, donde también tienen su sede las Casas del Parlamento, es decir, la Cámara de los Lores y la Cámara de los Comunes, órganos del poder legislativo británico.
El campeón del rey, oficio a cargo de la familia Dymoke, ligada al señorío de Scrivelsby, irrumpía en el salón a lomos de su caballo, llevando su armadura, acompañado por el lord alto condestable a su derecha y por el earl marshal a su izquierda. En ese momento, un heraldo pronunciaba el siguiente desafío:
«Si cualquier persona, del grado que sea, alto o bajo, negara o contradijera a nuestro Señor Soberano, Rey del Reino Unido de la Gran Bretaña e Irlanda, Defensor de la Fe, hijo y heredero de nuestro Señor Soberano el rey recientemente fallecido, ser el verdadero heredero de la Corona imperial de este reino de Gran Bretaña e Irlanda o que no debiera serlo, aquí está su Campeón, que dirá que miente y le acusará de falso y traidor, estando dispuesto a combatir en persona con él y a arriesgar su vida en esta disputa el día que se señale».
A continuación, el campeón del rey arrojaría su guante y se repetiría el mismo rito en el centro de la habitación y al lado de la mesa principal en la que se sentaba el soberano. Después, el rey ofrecería al Campeón beber de una copa de oro, con la cual este brindaría en honor del rey.
Al banquete de la coronación están asociados los cargos de chief butler de Inglaterra, grand carver de Inglaterra y master carver de Escocia. El último banquete que se celebró fue el correspondiente a la coronación de Jorge IV en 1821.
Precisamente, la de este rey fue la más elaborada de la historia de los reyes británicos. Su hermano y sucesor Guillermo IV eliminó el banquete y su deseo de evitar el elevado coste del mismo perduró en el tiempo. En 1902, con ocasión de la coronación de Eduardo VII, se pensó en reinstaurar el banquete, pero la súbita enfermedad del monarca desbarató los planes que se habían hecho al respecto. En 1953 se creó el plato llamado «pollo de la coronación» para la comida informal que se sirvió a los invitados.

## Entronización como emperador
Victoria asumió el título de emperatriz de la India en 1876. El 1 de enero de 1877 fue proclamada de forma oficial por un Delhi Durbar. Victoria no acudió personalmente a la ceremonia, pero estuvo representada por su virrey, lord Lytton.
El 1 de enero de 1903 un tribunal similar proclamó el acceso al trono de Eduardo VII, quien estuvo representado por su hermano el duque de Connaught.
El 12 de diciembre de 1911 Jorge V también fue coronado por un Delhi Durbar, pero, a diferencia de sus antecesores, asistió en persona junto con su esposa María de Teck. Puesto que se consideraba inapropiado para una monarquía cristiana que la unción y la coronación tuvieran lugar en un país mayoritariamente no cristiano, Jorge V no fue coronado en la India. De hecho, portaba ya la corona al entrar al Durbar. Por otra parte, la ley británica prohibía que las joyas de la corona abandonaran el suelo originario de la nación, razón por la cual se creó una corona completamente nueva para que la llevara en ocasión tan especial, la Corona Imperial de la India. Esa fue la última vez que se celebró un Durbar para coronar al emperador. Ni Eduardo VIII ni su sucesor fueron entronizados de esa manera. El 15 de agosto de 1947 la India consiguió su independencia del Reino Unido y casi un año después, el 22 de junio de 1948, Jorge VI renunció al título imperial.